# Berenice Pancrisia
Berenice Pancrisia (en griego: Βερενίκη Πάνχρυσος, Berenike Panchrysos) fue una antigua colonia urbana, situada en el desierto nororiental de Sudán, justo debajo del paralelo 22, cerca de las minas de oro de Uadi Allaqi en la Nubia de los faraones.
Históricamente ha existido cierta polémica sobre la localización de Berenice Pancrisia hasta que fue descubierta el 12 de febrero de 1989 por una expedición italiana, integrada por los hermanos Angelo y Alfredo Castiglioni, Luigi Balbo, Giancarlo Negro y Manlio Sozzani, basándose en un mapa árabe del siglo IX donde se indicaba el lugar de la mina de oro.
El descubrimiento se consideró tan importante que hizo cobrar naturaleza a una nueva rama de la arqueología: la Nubiología.

## Historia
Berenice Pancrisia significa "todo de oro" del griego panchrysos y sería debido a Ptolomeo II Filadelfo que, en 271 a. C., habría renombrado la localidad en honor a su madre Berenice I, esposa de Ptolomeo I Soter, después de haberla renovado y ampliada por completo. Pero una segunda hipótesis sugiere que este nombre está relacionado con el dios Pan, nombre griego de Min, dios egipcio del desierto.
Resumiendo, el significado de Berenice Pancrisia sería el de Berenice ciudad de oro o del dios Pan.

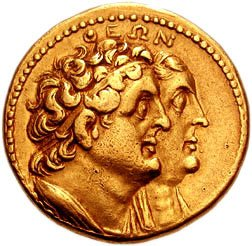
Octadracma de oro acuñado en Alejandría con Ptolomeo I y Berenice I.

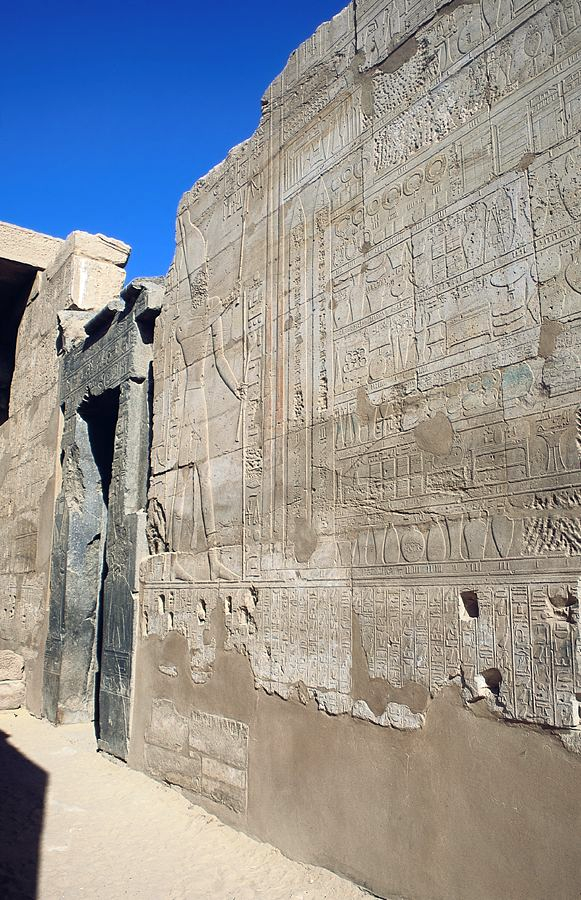
Inscripción de los Anales de Tutmosis III en Karnak.

De hecho, el sitio nubio data de mucho antes de la dinastía ptolemaica siendo conocido como ciudad de los bejas. Durante el Reino Medio, casi con seguridad tenía el nombre egipcio de Tyeb y comenzó la producción industrial del oro durante el Imperio Nuevo, que antes se recogía en los arroyos de las montañas en la superficie como oro de aluvión.
Berenice Pancrisia fue mencionada a lo largo de la historia:
- Tutmosis III, que en el templo de Karnak, en Luxor, inscribió en el sexto pilono, los Anales, una larga y detallada descripción de los impuestos en oro provenientes de la región de Uauat. Los jeroglíficos nos cuentan que de esa zona, en apenas cuatro años, se importaron unos 11.000 deben de oro puro, es decir, casi una tonelada.

- Seti I, en un mapa del desierto de Wawat (Uauat) donde mandó preparar pozos de agua, con gran gasto de hombres y medios.

- Ramsés II que hizo grabar la vía de las minas en el granito de una estela en Quban. Esta estela se hizo necesaria porque muchos hombres que tenían que ir a lavar el oro, morían de sed, perdidos en el desierto o en el camino de regreso, resultando que su preciosa carga no llegaba a las arcas del faraón. También restauró los pozos de agua excavados por Seti I que mientras tanto se habían secado debido a una disminución en el flujo del nivel freático relacionado con la desertificación ya en curso. El pozo mencionado en la estela de Quban, es probablemente el descubierto por una expedición rusa a cincuenta y cinco kilómetros de la desembocadura del Uadi Allaqi.

- Plinio el Viejo, que menciona en el Libro VI de su Naturalis Historia: '...Berenicen alteram, quae Panchrysos cognominata est...';

- Diodoro Sículo, que, hacia el año 30 a. C., describió las zonas de cuarzo aurífero de la Nubia ptolemaica en el Libro III de su Biblioteca histórica. Informaba que en el sur de Egipto, entre Arabia y Etiopía, había un lugar lleno de minerales y minas de oro, donde se habían hecho enormes esfuerzos para extraer oro.

Numerosos exploradores árabes también conocieron Berenice Pancrisia pero, a principios del siglo IX, cambiaron su nombre a Allaqi (también Allaki o Alachi) y a Ma'din ad-dahab o mina de oro.
Fue conocida hasta el siglo XII cuando comenzó su declive, ya que la extracción de oro en el desierto se volvió excesivamente costosa, principalmente por la falta de agua.
Posteriormente, alrededor de 1600, se perdió la ubicación precisa y Berenice no figuró más en los mapas geográficos y la toponimia. Se empezó a buscar, en tiempos posteriores, entre el Uadi Hammamat y el Uadi Allaqi donde las cartas árabes la mencionaban bajo el nombre de Derahejb (o Alachi), hasta que se restituyó a la historia en 1989.

## Mina de oro

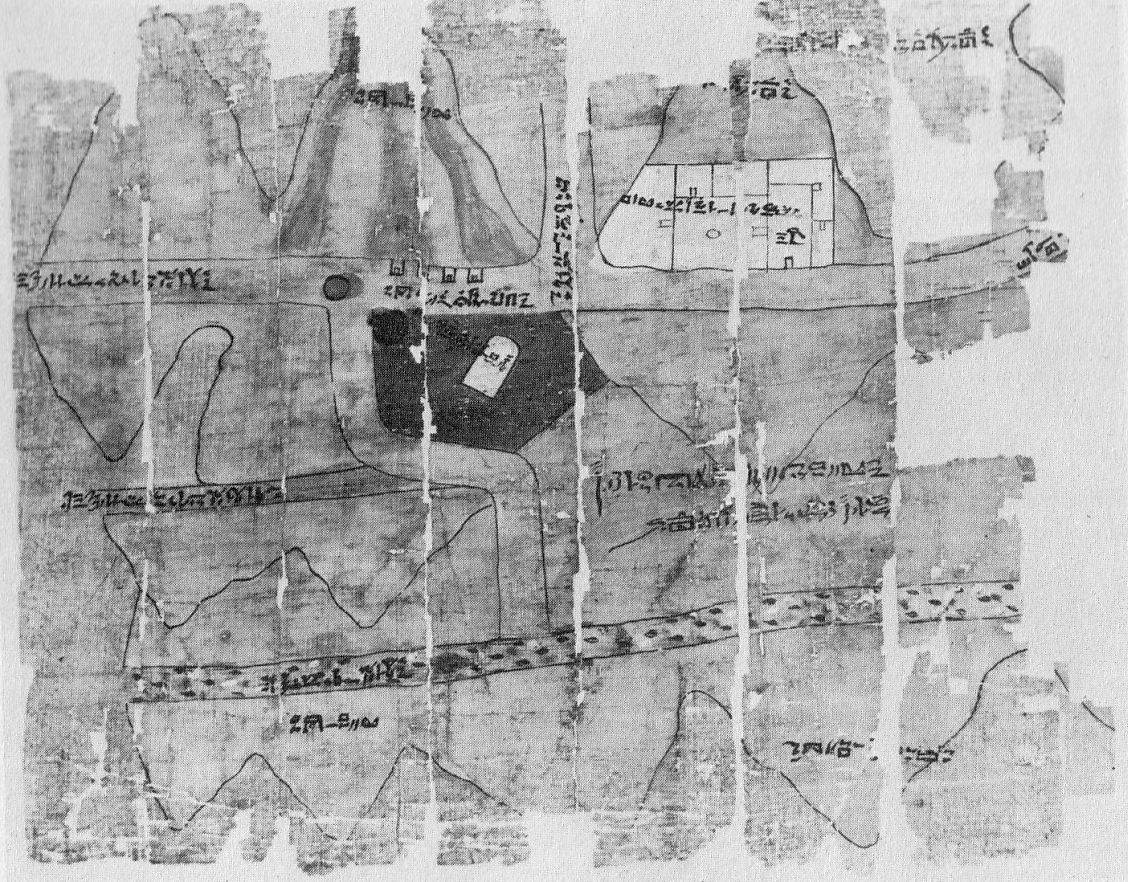
Papiro de Turín, c. 1320 a. C. con la ubicación de una mina de oro egipcia.

Mucho oro, esto era lo que Pancrisia le debía al faraón que era su único dueño. El oro era la carne de los dioses y la luz de Ra. El oro era el metal noble más codiciado. Los sarcófagos, estatuas, joyas, piramidiones de obeliscos, revestimientos de palacios: todo brillaba en Egipto, a la luz dorada del símbolo de lo eterno.
El sarcófago de Tutanjamón, que pesa más de 100 kg, está hecho de oro macizo y el mobiliario está chapado en oro. Casi el ochenta por ciento de este metal proviene de la región minera de Berenice Pancrisia. Los faraones enviaron a sus exploradores especialistas a descubrir nuevas minas, y se pueden encontrar sus marcas personales en las rocas de cuarzo que descubrieron. Entre los muchos nombres también se encuentran los de simples viajeros y funcionarios del gobierno, como Hekanefer.

## Asentamiento minero

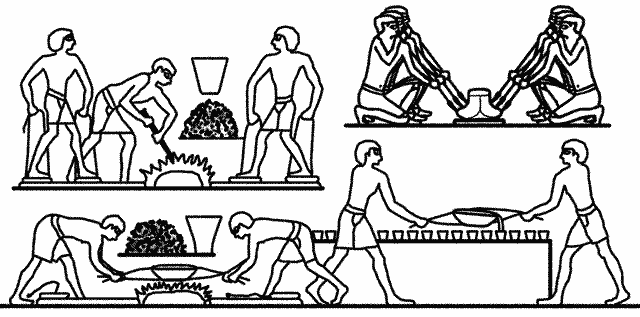
Representación de trabajadores metalúrgico en el Antiguo Egipto.

Poco se sabe de los mineros y de las personas que vivían allí porque las huellas de la actividad humana son realmente escasas: piedras toscas y simples fragmentos solo hablan del duro trabajo diario de los mineros, cuya única esperanza era 'morir lo antes posible', como escribe Diodoro.
Sin embargo, la zona circundante es rica en hallazgos como muelas giratorias, pilones, superficies para lavar el polvo de oro con ingeniosa recolección de la preciada agua y otras herramientas.
Tal vez las mujeres y los niños vivieran en otros lugares, como suele suceder en los sitios mineros, pero nada está probado hasta ahora.
Alrededor de la ciudad existen restos de edificaciones, imponentes tumbas y, en particular, una gran necrópolis dominada por un centenar de minas de oro que, con sus pozos de ventilación, hacen que la superficie de esta región sea aún más extraña.
Los hombres, en el interior de las minas, cavaban con herramientas de piedra a la tenue luz de las lámparas de aceite, para encontrar las pequeñas inclusiones de cuarzo, en túneles tan estrechos que parecería que los pigmeos o los niños trabajaban allí. Luego el cuarzo se trituraba con pesas de piedra, se pulverizaba en muelas y finalmente se lavaba para obtener oro. De una tonelada de materia prima sólo se obtenían cuatro o cinco gramos de oro.
La cuarcita se recolectaba tanto de depósitos aluviales como de excavaciones superficiales, luego, la zanja inicial era continuada por túneles y pozos. Las vetas de cuarzo podían ser seguidas hasta una profundidad de 50 metros.